# Акцензы
Акце́нзы (лат. accensi) — разновидность лёгкой пехоты. Застрельщики, которые входили в состав римского легиона эпохи Ранней республики (VI—IV вв. до н. э.).

## Вооружение и тактика
Акцензы были вооружены только пращой, что соответствовало 5-му имущественному классу по военной реформе Сервия Туллия. Доспехов или какой либо другой защиты не имели. Находились в третьей вексилле, непосредственно за триариями и рорариями. В бою использовались как лёгкие застрельщики, для прикрытия гастатов и принципов.

## История
Акцензы считались крайне ненадёжным видом войск, что было связано с их социальным составом и вооружением. Они были упомянуты Ливием в «Римской истории», однако в трудах Полибия упоминание данного вида войск отсутствует.